# Mama's Affair
Mama's Affair is een Amerikaanse filmkomedie uit 1921 onder regie van Victor Fleming. Destijds werd de film in Nederland uitgebracht onder de titel Kind, ik maak me zoo zenuwachtig.

## Verhaal
Het leven van Eve Orrin wordt geheel bepaald door haar overbezorgde, manipulatieve moeder. Ze wil dat haar dochter trouwt met Henry Marchant, een verwijfde jongeman met een grote bril. Eve gaat akkoord om haar moeder ter wille te zijn. Na een zenuwinzinking wordt ze echter verliefd op dokter Harmon. Uiteindelijk kan Eve de arts strikken ondanks de pogingen van haar moeder en Henry om haar keus te beïnvloeden.

## Rolverdeling
| Acteur             | Personage        |
| ------------------ | ---------------- |
| Constance Talmadge | Eve Orrin        |
| Effie Shannon      | Mevrouw Orrin    |
| Kenneth Harlan     | Dokter Harmon    |
| George LeGuere     | Henry Marchant   |
| Katharine Kaelred  | Mevrouw Marchant |
| Gertrude Le Brandt | Bundy            |